# 2С3 Акација
2С3 Акација (руски – 2С3 «Акациа») је самоходна хаубица калибра 152 мм развијена у Совјетском Савезу као одговор на појаву америчке хаубице М109 . Пројекат је започет 1967. године. , а хаубица је означена као 2С3 према ГРАУ ознакама за самоходне артиљеријске системе. Серијска производња почела је 1971. године. и трајала је до 1993. године. Током овог периода направљено је неколико побољшања, а најсавременије верзије су 2С3М1 и 2С3М2. Хаубице 2С3 су коришћене у совјетско-авганистанском рату, у Првом и Другом чеченском рату и у руско-грузијском рату 2008. године . Највећи корисници 2С3 Акације су Русија (око 3000) и Украјина (око 500).

## Опис
Означена као М1973 од стране америчке војске , Акација је наоружана хаубицом калибра 152,4 мм заснованом на совјетској хаубици 152,4 мм Д-20 . Артиљеријски систем је развијен у конструкторском бироу број 9 у Свердловску . Фабричка ознака хаубице је Д-22, а ознака ГРАУ 2А33. Шасију је развио Уралтрансмаш .
Возачко и моторно-трансмисионо одељење налазе се у предњем делу трупа, борбено одељење са обртном куполом у средњем и задњем делу трупа. Оклоп је од завареног ваљаног челика . СПГ је опремљен радио апаратом Р-123 , интерфоном Р-124, аутоматским ЦБРН одбрамбеним системом са јединицом за филтрирање и опремом за гашење пожара. В-59 12-цилиндарски четворотактни водено хлађени дизел мотор се повезује са механичким двобрзинским мењачем. Мењач је комбинован у један блок са планетарним управљачем . 2С3 има опрему за самоукопавање која му омогућава да припреми ров у року од 20–40 мин.
Посаду чини 4–6 људи: возач, тобџија, утоваривач, командир и два носача муниције, који су постављени у задњи део возила и испоручују метке кроз два отвора у задњем делу трупа када су у маскираном ватреном положају.

### Наоружање
Хаубица 152,4 мм Л/27 Д-22 (2А33) може да се подигне од -4° до +60° са померањем куполе од пуних 360°. Брзина паљбе је 2,6 – 3,5 метака/мин у зависности од услова гађања. Хаубица је опремљена гасном кочницом са двоструком преградом , полуаутоматским вертикалним клинастим затварачем и избацивачем. 2С3 има перископски нишан за полагање хаубице и телескопски нишан за гађање циљева директном ватром. Хаубица има одвојени тип пуњења муницијом (35 метака, касније повећана на 46) распоређених у два механизована складишта (у куполи и у задњем делу трупа). Акација може да испаљује ОФ-540 и ОФ-25 високо-експлозивне ( ХЕ-Фраг) пројектиле од 43,56 кг (такође сви типови метака развијени за вучене хаубице-топове 152,4 мм МЛ-20 и Д-20 и за вучне хаубице Д -1) на максималном домету од 18,5 км у зависности од коришћеног пуњења или пројектила потпомогнутих ракетама (РАП) до максимално 24 км. Остали пројектили на располагању Акација укључују високоексплозивну противтенковску муницију БП-540 (ХЕАТ-ФС) са видном даљином од 3 км и 250 мм продора оклопа, Бр-540Б и Бр-540 оклопну муницију (АП-Т) са Пробој оклопа 115–120 мм на 1000 м, ракетни пројектили са ласерским навођењем ОФ-38 Краснопољ , С1 осветљен, ЗХ3 дим, нуклеарни (снага експлозива 2 килотона ). Секундарно наоружање се састоји од даљински управљаног тенка митраљеза 7,62 мм ПК (ПКТ) на командантској куполи за противваздушну и самоодбрану близине.